# Maltravieso-barlang
A Maltravieso-barlang a spanyolországi Cáceres egyik nevezetessége. Különleges értékei a több tízezer éves barlangrajzok.

## Története és leírása
A cáceresi karsztbarlangrendszerben, amelynek a Maltravieso mellett például a Szent Anna-barlang és az El Conejar is része, már mintegy 800 000 évvel ezelőtt éltek emberféle élőlények. Magában a Maltravieso-barlangban 2001-ben fedeztek fel olyan leleteket, amelyek azt bizonyítják, hogy 350 000 évvel ezelőtt megtelepedett itt a gyűjtögető-vadászó ősember.
A barlangot, amely ma Cáceres városának belsejében (a belvárostól délre) található, 1951-ben fedezték fel egy mészkőbánya munkásai, de a benne található ősi, emberi kezeket ábrázoló barlangrajzokra csak öt évvel később bukkant rá Carlos Callejo. Ugyanekkor emberi és állati csontokat, eszközöket és kerámiatárgyakat is feltártak. A festmények keletkezési idejét ekkor 15–20 000 évvel ezelőttre tették, míg a többi leletet sokkal újabbnak, az újkőkorból és a bronzkorból származónak találták, de egy későbbi, urán- és tóriumizotópokat vizsgáló módszer segítségével kimutatták, hogy a kezeket ábrázoló ábrák több mint 66 000 évesek lehetnek, azaz a neandervölgyi ember készíthette őket.
Az értékes leletek védelme érdekében a barlang nem látogatható bárki számára. Az önkormányzat a turisták számára 1999-ben látogatóközpontot avatott, amelyet 2019-ben átalakítottak. Itt egy olyan kiállítás tekinthető meg, ahol bemutatják a barlang történetét és értékeit.